# Егоров, Дмитрий Николаевич (историк)
Дми́трий Никола́евич Его́ров (14 [26] октября 1878, Елец — 24 ноября 1931 года, Ташкент) — российский и советский историк, профессор МГУ, член-корреспондент АН СССР.

## Биография
Родился 14 (26) октября 1878 года в городе Елец Орловской губернии. Рано потерял отца, работавшего учителем географии и естествознания в елецкой женской гимназии. Среднее образование получил в гимназическом отделении Петропавловского училища, которое окончил в 1895 году. Поступил на историко-филологический факультет Московского университета; был учеником П. Г. Виноградова. В 1899 году за участие в студенческих волнениях исключён из Московского университета и выслан в Калугу, затем по ходатайству профессора П. Г. Виноградова восстановлен в университете. Окончил курс в 1901 году с дипломом 1-й степени и был оставлен при Московском университете на три года для приготовления к профессорскому званию по кафедре всеобщей истории. С 1904 года вёл в Московском университете семинарий по всеобщей истории. В апреле 1907 года, после сдачи магистерского экзамена, был принят в число приват-доцентов; в 1908-1909 годах стажировался в Германии. В марте 1911 года ушёл из университета с группой профессоров в знак протеста против политики Кассо и до 1917 года читал всеобщую историю в университете имени А. Л. Шанявского.
Также преподавал на Высших женских курсах и с 1909 года — в Московском коммерческом институте, сначала преподавателем, с января 1913 года — доцент, с 1915 года — экстраординарный и с июня 1916 года — ординарный профессор по кафедре истории. В августе 1917 года он был утверждён сверхштатным ординарным профессором Московского университета по кафедре всеобщей истории. В этот период им был написан главный его труд — исследование «Славяно-германские отношения в средние века. Колонизация Мекленбурга в XIII в.» (1915). Первый том этой работы («Материал и метод») он защитил в университете в качестве диссертации и получил степень магистра всеобщей истории (1915), за второй том («Процесс колонизации») был утверждён в степени доктора всеобщей истории (1916).
С 1919 года работал в библиотеке Румянцевского музея заведующим отделом всеобщей истории. В феврале 1921 года был назначен одним из трёх членов главной администрации Румянцевского музея и вскоре стал заместителем директора, сохранив заведование отделом всеобщей истории. Когда директором Библиотеки им. В. И. Ленина стал В. И. Невский, Егоров был утверждён заместителем директора и членом правления библиотеки. В 1921—1925 гг. он состоял действительным членом Исторического института при факультете общественных наук.
Во второй половине 1920-х годов работал в различных советских исторических комиссиях в Москве, многие из них возглавлял. С 14 января 1928 года — член-корреспондент Академии наук. Летом 1928 года совершил поездку в Европу для изучения устройства библиотек в её странах. В тот же период он выступил с докладами на проходившей в Берлине Русской исторической неделе. 
В 1930 году был арестован по сфабрикованному ОГПУ политическому делу, год провёл в тюрьме, затем был выслан в Ташкент, где начал работать в республиканской библиотеке, но 24 ноября 1931 года скончался. Реабилитирован в 1966—1967 годах.

## Научная деятельность
Занимался вопросами германской истории. Собственно исторические и источниковедческие сюжеты теснейшим образом переплетались с проблемами историографии и библиографии. Его первые печатные работы относятся к 1912 году. Он начал с рецензии на указатель начинающего немецкого историка П. Херре «Источники всемирной истории», в которой попытался сформулировать свою точку зрения на некоторые принципиальные вопросы, связанные с библиографической деятельностью. Почти одновременно с рецензией на книгу П. Херре появился редактировавшийся Егоровым и посвящённый художественной литературе по всеобщей истории рекомендательный указатель слушательницы Высших женских курсов Д. Г. Зандберг «Историческая беллетристика в школе»; к нему он написал предисловие. В 1913—1915 гг. под редакцией Егорова был издан в трёх выпусках обзор «Русская литература по всеобщей истории» — этот указатель был «библиографией осведомительной с кратким освещением существенного и, если возможно, краткой же критической акцентировкой», при библиографических описаниях были размещены сжатые рефераты. Д. Н. Егоров — автор сочинения «Славяно-германские отношения в средние века. Колонизация Мекленбурга в XIII в.» (1915). Первый том этой работы («Материал и метод») он защитил в качестве диссертации и получил степень магистра всеобщей истории (1915), за второй том («Процесс колонизации») был утверждён в степени доктора всеобщей истории (1916).
В 1920-х годах был опубликован ряд статей Егорова о состоянии библиотечного дела в СССР. Он справедливо связывал коренную «ломку» библиотек в СССР, со сложившейся в стране социальной, экономической и политической обстановкой, крупные мероприятия в области советского библиотечного дела объяснял такими особенностями развития советских библиотек, как государственный характер их деятельности, общедоступность, неуклонный рост количества читателей и т.д.
В 1923 году он разработал и представил в Совет по изучению производительных сил при Госплане СССР проект библиографирования научной литературы, согласно которому составление библиографии новой литературы по всем отраслям знания должно было осуществляться на базе фондов и справочного аппарата Библиотеки им. В. И. Ленина при организационном руководстве Госплана СССР. Проект Егорова принят не был, но в середине 1928 года Совнаркомом РСФСР была утверждена и начала свою деятельность комиссия по индексам научной литературы, ставившая перед собой аналогичные цели; Д. Н. Егоров был экспертом этой комиссии.

## Семья
Дочь, Анна Дмитриевна, в сентябре 1942 года вышла замуж за советского математика А. Н. Колмогорова.